# コープランドの七つ子

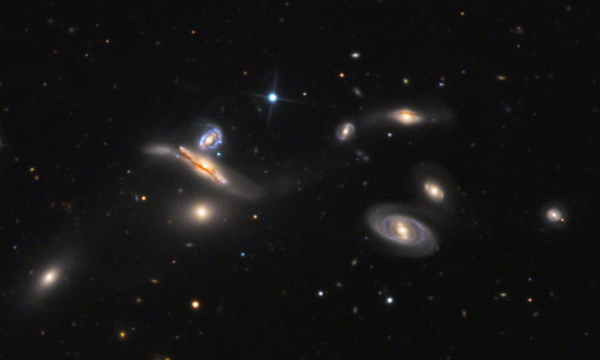
レモン山天文台の32インチ望遠鏡で撮影された画像

コープランドの七つ子（コープランドのななつご、英: Copeland's Septet ）とは、しし座にある7つの銀河。しし座の尾の部分にある2等星デネボラの付近に、14等級から15等級の銀河が7つ集まり、銀河群を構成している。
1874年にイギリスの天文学者ラルフ・コープランドが発見したことから、この名がある。13.6等から15.2等までの銀河が集まった銀河群であり、銀河群のカタログであるヒクソン・コンパクト・グループでは57番とされている。
NGCカタログの番号をつけられている銀河はNGC3745、3746、3748、3750、3751、3753、3754の7つの銀河だが、ヒクソン・コンパクト・グループのカタログではこれに16.8等の銀河PGC36010が加わる。この8つの銀河が、約70万光年内に集まって銀河群を作っている。
この銀河群の地球からの距離は、約4億8000万光年と推定されている。
なお、2002年にはNGC3746（HICK57B）内に超新星2002ar（16.5等）が発見されている。